# 圣克鲁瓦 (沃州)
圣克鲁瓦（法語：Sainte-Croix，法語發音：[sɛ̃t kʁwa] ⓘ）是瑞士联邦西部法语区的沃州下设的一个镇。在行政上属于沃州北汝拉区管辖。圣克鲁瓦的总面积为39.42平方公里。截至2010年底，总人口为4,509。

## 历史
圣克鲁瓦是欧洲著名的音乐盒制造中心。

## 地理
圣克鲁瓦地处汝拉山区，在勒沙瑟龙峰（le Chasseron）脚下。